# Mesnil-sous-Vienne
Mesnil-sous-Vienne est une commune française située dans le département de l'Eure, en région Normandie.

## Géographie

### Localisation
| Martagny      |                    | Neuf-Marché (Seine-Maritime) |
| Bézu-la-Forêt | Mesnil-sous-Vienne | Bouchevilliers Mainneville   |
| Longchamps    | Mainneville        | Mainneville                  |

### Hydrographie
La commune est située dans le bassin Seine-Normandie. Elle est drainée par la Levrière, la Lévrière et  et un autre petit cours d'eau,.
La Levrière, d'une longueur de 24 km, prend sa source dans la commune de Bézu-la-Forêt et se jette  dans l'Epte à Neaufles-Saint-Martin, après avoir traversé huit communes.

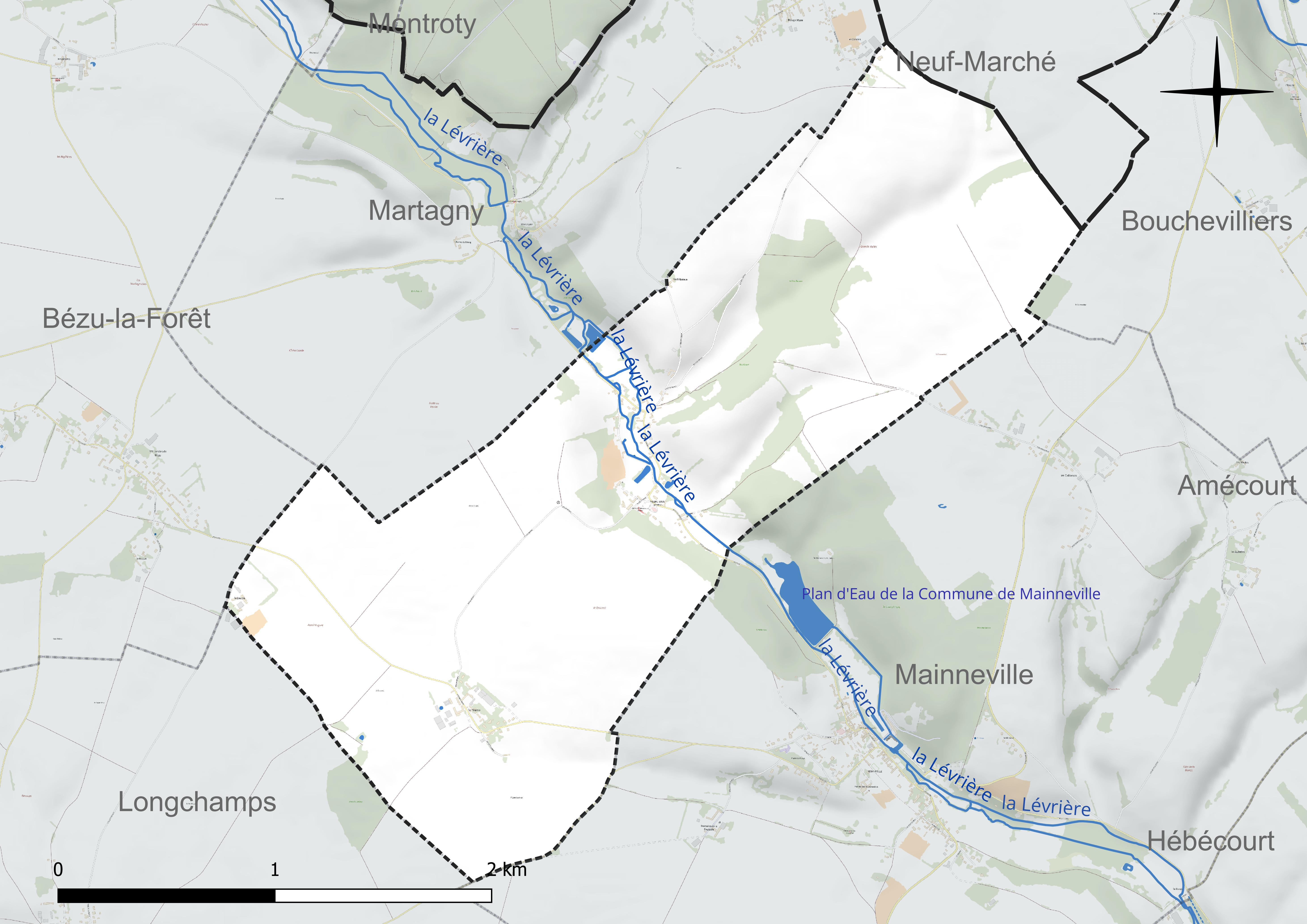
Réseau hydrographique de Mesnil-sous-Vienne.

### Climat
Pour des articles plus généraux, voir Climat de la Normandie et Climat de l'Eure.
En 2010, le climat de la commune est de type climat océanique dégradé des plaines du Centre et du Nord, selon une étude du CNRS s'appuyant sur une série de données couvrant la période 1971-2000. En 2020, Météo-France publie une typologie des climats de la France métropolitaine dans laquelle la commune est exposée à un climat océanique et est dans une zone de transition entre les régions climatiques « Sud-ouest du bassin Parisien » et « Côtes de la Manche orientale ». Parallèlement le GIEC normand, un groupe régional d’experts sur le climat, différencie quant à lui, dans une étude de 2020, trois grands types de climats pour la région Normandie, nuancés à une échelle plus fine par les facteurs géographiques locaux. La commune est, selon ce zonage, exposée à un « climat des plateaux abrités », correspondant aux plaines agricoles de l’Eure, avec une pluviométrie beaucoup plus faible que dans la plaine de Caen en raison du double effet d’abri provoqué par les collines du Bocage normand et par celles qui s’étendent sur un axe du Pays d'Auge au Perche.
Pour la période 1971-2000, la température annuelle moyenne est de 10,4 °C, avec  une amplitude thermique annuelle de 14 °C. Le cumul annuel moyen de précipitations est de 784 mm, avec 11,9 jours de précipitations en janvier et 8,2 jours en juillet. Pour la période 1991-2020, la température moyenne annuelle observée sur la station météorologique la plus proche, située sur la commune d'Étrépagny à 10 km à vol d'oiseau, est de 11,3 °C et le cumul annuel moyen de précipitations est de 774,0 mm,. Pour l'avenir, les paramètres climatiques de la commune estimés pour 2050 selon différents scénarios d’émission de gaz à effet de serre sont consultables sur un site dédié publié par Météo-France en novembre 2022.

## Urbanisme

### Typologie
Au 1er janvier 2024, Mesnil-sous-Vienne est catégorisée commune rurale à habitat dispersé, selon la nouvelle grille communale de densité à 7 niveaux définie par l'Insee en 2022.
Elle est située hors unité urbaine. Par ailleurs la commune fait partie de l'aire d'attraction de Paris, dont elle est une commune de la couronne,. 

### Occupation des sols
L'occupation des sols de la commune, telle qu'elle ressort de la base de données européenne d’occupation biophysique des sols Corine Land Cover (CLC), est marquée par l'importance des territoires agricoles (90,8 % en 2018), une proportion identique à celle de 1990 (90,8 %). La répartition détaillée en 2018 est la suivante : 
terres arables (77,1 %), forêts (9,2 %), prairies (8,8 %), zones agricoles hétérogènes (4,9 %). L'évolution de l’occupation des sols de la commune et de ses infrastructures peut être observée sur les différentes représentations cartographiques du territoire : la carte de Cassini (XVIIIe siècle), la carte d'état-major (1820-1866) et les cartes ou photos aériennes de l'IGN pour la période actuelle (1950 à aujourd'hui).

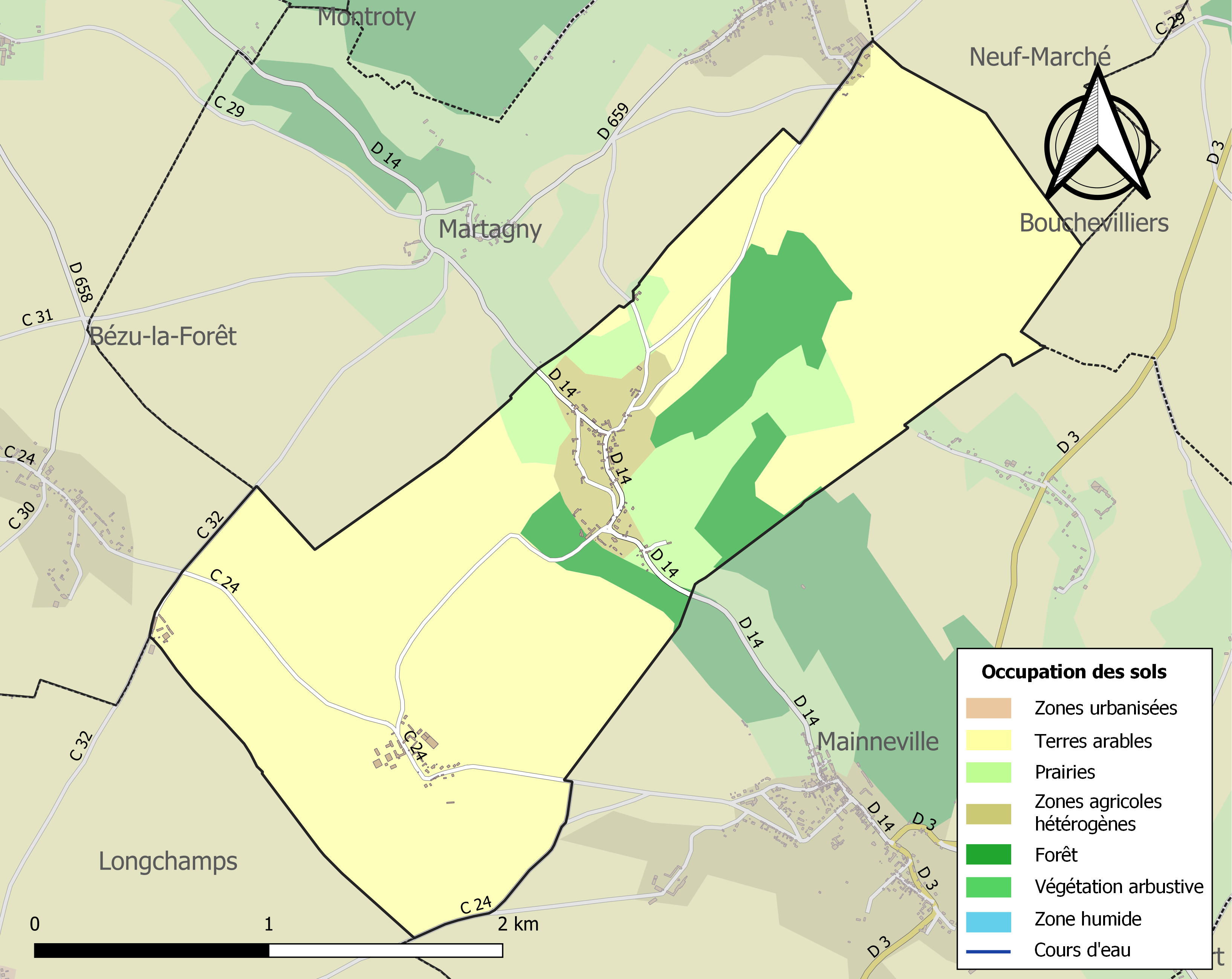
Carte des infrastructures et de l'occupation des sols de la commune en 2018 (CLC).

## Toponymie
Le nom de la localité est attesté sous la forme Mesnillum subtus Vianam vers 1240 (p. d’Eudes Rigaud), Mesnillum subtus Vianem en 1308 (charte de Philippe le Bel).
Peut-être de l'oïl mesnil « habitation rurale, ferme, manoir » .
On voit apparaître au XIIIe siècle, sur des actes relatifs au Vexin, une famille de Viane. Mais selon François de Beaurepaire « En toponymie "sous" n'est pas utilisé pour associer au toponyme un nom de famille, si bien qu'il est préférable de voir dans Vienne un nom de lieu disparu ».

## Politique et administration
| Période                                  | Période  | Identité      | Étiquette | Qualité     |
| ---------------------------------------- | -------- | ------------- | --------- | ----------- |
| mars 2001                                | 2014     | Jean Dubos    |           |             |
| mars 2014                                | En cours | Ludovic Dubos | UMP-LR    | Agriculteur |
| Les données manquantes sont à compléter. |          |               |           |             |

## Démographie
L'évolution du nombre d'habitants est connue à travers les recensements de la population effectués dans la commune depuis 1793. Pour les communes de moins de 10 000 habitants, une enquête de recensement portant sur toute la population est réalisée tous les cinq ans, les populations de référence des années intermédiaires étant quant à elles estimées par interpolation ou extrapolation. Pour la commune, le premier recensement exhaustif entrant dans le cadre du nouveau dispositif a été réalisé en 2007.

En 2022, la commune comptait 101 habitants, en évolution de −11,4 % par rapport à 2016 (Eure : −0,25 %, France hors Mayotte : +2,11 %).
| 1793 | 1800 | 1806 | 1821 | 1831 | 1836 | 1841 | 1846 | 1851 |
| ---- | ---- | ---- | ---- | ---- | ---- | ---- | ---- | ---- |
| 184  | 208  | 252  | 243  | 285  | 274  | 256  | 240  | 238  |

| 1856 | 1861 | 1866 | 1872 | 1876 | 1881 | 1886 | 1891 | 1896 |
| ---- | ---- | ---- | ---- | ---- | ---- | ---- | ---- | ---- |
| 218  | 220  | 184  | 192  | 170  | 155  | 180  | 175  | 149  |

| 1901 | 1906 | 1911 | 1921 | 1926 | 1931 | 1936 | 1946 | 1954 |
| ---- | ---- | ---- | ---- | ---- | ---- | ---- | ---- | ---- |
| 124  | 121  | 100  | 85   | 123  | 127  | 140  | 109  | 108  |

| 1962 | 1968 | 1975 | 1982 | 1990 | 1999 | 2006 | 2007 | 2012 |
| ---- | ---- | ---- | ---- | ---- | ---- | ---- | ---- | ---- |
| 93   | 87   | 84   | 62   | 83   | 92   | 124  | 129  | 125  |

| 2017 | 2022 | - | - | - | - | - | - | - |
| ---- | ---- | - | - | - | - | - | - | - |
| 110  | 101  | - | - | - | - | - | - | - |

## Culture locale et patrimoine

### Lieux et monuments
- Église Saint-André[24]
- Château[25]

### Patrimoine naturel
ZNIEFF de type 2
- La haute vallée de la Lévrière[26].